# Seznam dílů seriálu Volání mrtvých
Toto je seznam dílů seriálu Volání mrtvých.

## Přehled řad
| Řada | Díly | Premiéra v USA  | Premiéra v USA | Premiéra v ČR | Premiéra v ČR |
| Řada | Díly | První díl       | Poslední díl   | První díl     | Poslední díl  |
| ---- | ---- | --------------- | -------------- | ------------- | ------------- |
| 1    | 20   | 30. října 2003  | 29. dubna 2004 | vysíláno      | vysíláno      |
| 2    | 6    | 31. března 2005 | 21. ledna 2008 | vysíláno      | vysíláno      |

## Seznam dílů

### První řada (2003–2004)
| Č. v seriálu | Č. v řadě | Původní název              | Český název          | Režie                           | Scénář                                                            | Premiéra v USA     | Premiéra v ČR |
| ------------ | --------- | -------------------------- | -------------------- | ------------------------------- | ----------------------------------------------------------------- | ------------------ | ------------- |
| 1            | 1         | Pilot                      | —                    | Phillip Noyce                   | Jon Harmon Feldman                                                | 30. října 2003     | vysíláno      |
| 2            | 2         | Putting Out Fires          | Unášená láska        | Thomas J. Wright                | námět: Chris Brancato a Albert J. Salke scénář: Chris Brancato    | 6. listopadu 2003  | vysíláno      |
| 3            | 3         | Brother's Keeper           | Strážce bratra svého | Paul Shapiro                    | Jon Harmon Feldman                                                | 13. listopadu 2003 | vysíláno      |
| 4            | 4         | Past Tense                 | Čas minulý           | Jeff Woolnough                  | Zack Estrin a Chris Levinson                                      | 20. listopadu 2003 | vysíláno      |
| 5            | 5         | Haunted                    | Hráči se smrtí       | Michael Katleman                | Douglas Petrie                                                    | 4. prosince 2003   | vysíláno      |
| 6            | 6         | Star-Crossed               | Romeo a Julie        | Sanford Bookstaver              | Chad Hodge                                                        | 11. prosince 2003  | vysíláno      |
| 7            | 7         | Morning After              | Ráno poté            | Dave Barrett                    | Robert Doherty                                                    | 18. prosince 2003  | vysíláno      |
| 8            | 8         | Closure                    | Pravda a lež         | David Solomon                   | Jon Harmon Feldman                                                | 8. ledna 2004      | vysíláno      |
| 9            | 9         | Murder in the Morgue       | Vražda v márnici     | David Solomon                   | Zack Estrin a Chris Levinson                                      | 15. ledna 2004     | vysíláno      |
| 10           | 10        | Reunion                    | Třídní sraz          | Allan Kroeker                   | Douglas Petrie                                                    | 22. ledna 2004     | vysíláno      |
| 11           | 11        | The Longest Day            | Nejdelší den         | David Grossman                  | námět: Dana Greenblatt scénář: Chad Hodge                         | 5. února 2004      | vysíláno      |
| 12           | 12        | Valentine                  | Valentýn             | Paul Shapiro                    | Robert Doherty                                                    | 12. února 2004     | vysíláno      |
| 13           | 13        | Drop Dead Gorgeous         | Krása na zabití      | Michael Katleman                | námět: Scott Shepherd scénář: Robert Doherty a Jon Harmon Feldman | 18. března 2004    | vysíláno      |
| 14           | 14        | Daddy’s Girl               | Tátova holčička      | Jesús Salvador Treviño          | Chris Levinson, Zack Estrin a Jon Harmon                          | 25. března 2004    | vysíláno      |
| 15           | 15        | The Getaway                | Únik                 | Guy Bee                         | námět: Scott Shepherd scénář: Stephanie Williams a Paula Yoo      | 1. dubna 2004      | vysíláno      |
| 16           | 16        | Two Pair                   | Dva páry             | Rick Rosenthal                  | Doris Egan                                                        | 8. dubna 2004      | vysíláno      |
| 17           | 17        | Death Becomes Her          | Smrt jí sluší        | Michael Katleman                | Robert Doherty                                                    | 15. dubna 2004     | vysíláno      |
| 18           | 18        | Rear Window                | Pohled z okna        | Michael Katleman a Paul Shapiro | William Sind                                                      | 22. dubna 2004     | vysíláno      |
| 19           | 19        | D.O.A.                     | Život nebo smrt      | Dan Lerner                      | Zack Estrin a Chris Levinson                                      | 29. dubna 2004     | vysíláno      |
| 20           | 20        | Two Weddings and a Funeral | Dvě svatby           | Michael Katleman                | Jon Harmon Feldman                                                | 29. dubna 2004     | vysíláno      |

### Druhá řada (2005)
| Č. v seriálu | Č. v řadě | Původní název                             | Český název        | Režie                  | Scénář             | Premiéra v USA  | Premiéra v ČR |
| ------------ | --------- | ----------------------------------------- | ------------------ | ---------------------- | ------------------ | --------------- | ------------- |
| 21           | 1         | Perfect Storm                             | Dokonalá bouře     | Michael Katleman       | Jon Harmon Feldman | 31. března 2005 | vysíláno      |
| 22           | 2         | Grace                                     | Jak se zbavit Tru  | Dan Lerner             | Doris Egan         | 31. března 2005 | vysíláno      |
| 23           | 3         | In the Dark                               | V temnotě          | Rick Rosenthal         | Jane Espenson      | 7. dubna 2005   | vysíláno      |
| 24           | 4         | The Last Good Day                         | Poslední dobrý den | Michael Katleman       | Richard Hatem      | 14. dubna 2005  | vysíláno      |
| 25           | 5         | Enough                                    | Dost               | Guy Bee                | Robert Doherty     | 21. dubna 2005  | vysíláno      |
| 26           | 6         | 'Twas the Night Before Christmas... Again | Štědrý den         | Jesús Salvador Treviño | Zack Estrin        | 21. ledna 2008  | vysíláno      |